# Proceso de 10 µm
El proceso de 10 µm se refiere a una tecnología de proceso de semiconductores producidos en los años 1971 y 1972 por las principales empresas de semiconductores como Intel.

## Productos fabricados con la tecnología de proceso de 10 µm
- Intel 4004 CPU comercializado en 1971.[2]
- Intel 8008 CPU comercializado en 1972.[3]